# Мария Трапезундская
Мария Комнина Трапезундская (1400-е, Трапезундская империя — 17 декабря 1439 или 17 декабря 1439, Константинополь) — последняя византийская императрица в 1427—1439 годах, третья супруга императора Иоанна VIII Палеолога. Дочь Алексея IV Великого Комнина и Феодоры Кантакузины.

## Биография
В сентябре 1427 года Мария вышла замуж за Иоанна VIII Палеолога в Константинополе, прибыв на корабле из Трапезунда в последний день августа. О браке договорились послы, присланные из Константинополя за год до этого. Георгий Сфрандзи писал, что она была дочерью Алексея IV Великого Комнина, и датирует свадьбу 6936 годом по византийскому календарю. Хроника Эктезиса называет её Мария Кантакузиной и восхваляет её за исключительную красоту, которая совершенно покорила Иоанна VIII. Согласно историку Дуке обряд был проведён патриархом Константинопольским Иосифом II; он называет её просто Марией, дочерью Алексея Комнина, императора Трапезунда.
Бертрандон де ла Брокьер, увидевший её в Константинополе в 1432 году, также восхвалял её красоту. Испанский путешественник Перо Тафур встретил Марию в ноябре 1437 года, когда он посетил Константинополь, что даёт нам представление о её повседневной жизни. Во время своего пребывания в Константинополе Тафур часто видел её охотящейся в прилегающей сельской местности, в одиночку или с императором. Там же он встретил её старшего брата Александра, который жил «в изгнании со своей сестрой-императрицей, и говорят, что его отношения с ней были бесчестными». Когда Перо Тафур вернулся в Константинополь несколько месяцев спустя, деспот Константин, Мария и её брат Александр по его просьбе показали ему собор Святой Софии; все они хотели услышать там мессу.
Брак Марии с Иоанном длился 12 лет, но у них не было детей. Сфрандзи пишет, что она умерла в отсутствие мужа, когда тот был в Италии на Ферраро-Флорентийском соборе; Стивен Рансиман назвал причиной её смерти бубонную чуму. Она была похоронена в церкви монастыря Пантократора в Константинополе. Иоанн Эугеникос, брат Марка Эугеникоса Эфесского сочинил плач о её смерти.
После смерти Марии Иоанн больше не женился и умер бездетным 31 октября 1448 года. Ему наследовал его младший брат Константин XI Палеолог, ставший последним императором. Константин был вдовцом, когда вступил на престол и больше никогда не женился, что делает Марию последней императрицей Византии.